# Besarta Leci
Besarta Leci (ur. 14 października 1993) – niemiecka i kosowska piłkarka, reprezentantka Kosowa w piłce nożnej kobiet w latach 2018-2020.